# Tournoi de tennis de Tempe
Le tournoi de Tempe (Arizona, États-Unis), est un tournoi de tennis professionnel masculin du circuit ATP.
La seule édition de l'épreuve date de 1974.

## Palmarès messieurs

### Simple
| No | Date       | Nom et lieu du tournoi       | Catégorie | Dotation | Surface    | Vainqueur     | Finaliste      | Score    |  |
| -- | ---------- | ---------------------------- | --------- | -------- | ---------- | ------------- | -------------- | -------- |  |
| 1  | 27-03-1974 | Arizona International, Tempe |           | 60 000 $ | Dur (ext.) | Jimmy Connors | Vijay Amritraj | 6-1, 6-2 |  |

### Double
| No | Date       | Nom et lieu du tournoi       | Catégorie | Dotation | Surface    | Vainqueurs                    | Finalistes               | Score         |  |
| -- | ---------- | ---------------------------- | --------- | -------- | ---------- | ----------------------------- | ------------------------ | ------------- |  |
| 1  | 27-03-1974 | Arizona International, Tempe |           | 60 000 $ | Dur (ext.) | Jürgen Fassbender Karl Meiler | Ian Fletcher Kim Warwick | 4-6, 6-4, 7-5 |  |